# Смол-Пойнт-Адамс-Коув-Блекгед-Броуд-Куов
Смол-Пойнт-Адамс-Коув-Блекгед-Броуд-Куов (англ. Small Point-Adam's Cove-Blackhead-Broad Cove) — містечко в Канаді, у провінції Ньюфаундленд і Лабрадор.

## Населення
За даними перепису 2016 року, містечко нараховувало 387 осіб, показавши скорочення на 0,5%, порівняно з 2011-м роком. Середня густина населення становила 17,4 осіб/км².
З офіційних мов обидвома одночасно володіли 5 жителів, тільки англійською — 380.
Працездатне населення становило 62,5% усього населення, рівень безробіття — 25,7% (26,3% серед чоловіків та 31,2% серед жінок). 97,1% осіб були найманими працівниками, а 0% — самозайнятими.

## Клімат
Середня річна температура становить 5°C, середня максимальна – 19,3°C, а середня мінімальна – -10,6°C. Середня річна кількість опадів – 1 330 мм.
| Клімат поселення                              | Клімат поселення | Клімат поселення | Клімат поселення | Клімат поселення | Клімат поселення | Клімат поселення | Клімат поселення | Клімат поселення | Клімат поселення | Клімат поселення | Клімат поселення | Клімат поселення | Клімат поселення |
| Показник                                      | Січ.             | Лют.             | Бер.             | Квіт.            | Трав.            | Черв.            | Лип.             | Серп.            | Вер.             | Жовт.            | Лист.            | Груд.            |                  |
| Середній максимум, °C                         | 0,25             | −0,31            | 2,94             | 7,19             | 11,73            | 16,04            | 18,65            | 19,29            | 15,33            | 10,67            | 6,23             | 1,18             |                  |
| Середня температура, °C                       | −4,88            | −5,44            | −2,17            | 2,06             | 6,60             | 10,91            | 15,48            | 16,13            | 12,16            | 7,51             | 3,06             | −1,98            |                  |
| Середній мінімум, °C                          | −10,01           | −10,57           | −7,3             | −3,07            | 1,48             | 5,78             | 12,33            | 12,98            | 9,00             | 4,34             | −0,1             | −5,13            |                  |
| Норма опадів, мм                              | 119              | 112              | 102              | 100              | 93               | 99               | 89               | 90               | 126              | 146              | 129              | 125              |                  |
| Середньомісячна швидкість вітру, м/с          | 7.70             | 7.23             | 6.86             | 6.28             | 5.63             | 5.27             | 5.10             | 5.15             | 5.71             | 6.43             | 6.96             | 7.60             |                  |
| Середньомісячна сонячна радіація, кДж/м²·день | 3935             | 6752             | 10553            | 13928            | 17049            | 19096            | 19150            | 16051            | 12002            | 7124             | 4116             | 3053             |                  |
| --------------------------------------------- | ---------------- | ---------------- | ---------------- | ---------------- | ---------------- | ---------------- | ---------------- | ---------------- | ---------------- | ---------------- | ---------------- | ---------------- | ---------------- |
| Джерело:                                      |                  |                  |                  |                  |                  |                  |                  |                  |                  |                  |                  |                  |                  |